# Margaret Dumont
Margaret Dumont  (Nova York, Estats Units, 21 d'octubre de 1882 - 6 de març de 1965), era una actriu còmica nord-americana. Fou coneguda sobretot per la seva participació en diverses pel·lícules dels germans Marx, interpretant el paper de dona rica i ingènua, d'aire aristocràtic, que sempre es deixava entabanar per Groucho Marx. Groucho havia dit d'ella que era pràcticament el cinquè germà Marx.

## Biografia
Nascuda a Brooklyn, Margaret Dumont va contreure matrimoni el 1910 amb el ric empresari John Moller Jr., amb el qual va estar casada fins que va enviudar. Això va motivar la seva tornada al teatre de vodevil, on havia començat la seva carrera, malgrat que la seva biografia oficial parlava d'un passat de grans teatres i palaus, rumors que ella mateixa va alimentar, igual que el de la seva falsa edat, uns deu anys menys dels que tenia en realitat i que va mantenir fins a la seva mort.
Margaret Dumont va representar sovint el paper de vídua rica a la qual Groucho alternativament insultava i feia la cort pels seus diners. Això passava amb Mrs. Rittenhouse en Animal Crackers, Mrs. Claypool en A Night at the Opera, Mrs. Susan Dewkesbury en At the Circus, i Emily Upjohn en A Day at the Races. Groucho va dir que molta gent pensava que en la vida real eren matrimoni.
Els papers que va interpretar en les pel·lícules dels germans Marx resultaven encantadorament innocents, ja que deixaven veure una innegable atracció pel personatge encarnat per Groucho, sempre un vividor impresentable, al qual perdonava una vegada i una altra els seus inqualificables desdenys i burles, prenent fins i tot per afalacs o rareses els seus insults surrealistes, que sovint no comprenia, amb la qual cosa despertava en el públic alhora el riure i la compassió.
Va actuar en més de cinquanta pel·lícules, sense comptar petites intervencions en el cinema mut. La seva primera aparició en una pel·lícula dels germans Marx va ser en The Coconauts, el 1929, interpretant el paper de Mrs. Potter, el mateix que tenia en l'obra de teatre en la qual es va basar la pel·lícula.
A més de les pel·lícules citades amb els germans Marx, podem esmentar les seves intervencions amb altres destacats actors americans, com Wheeler i Woolsey (La fortuna de Kentucky, 1934), W. C. Fields (Never give a sucker an Even Break, 1941), Laurel i Hardy (The Dancing Masters, 1943), Danny Kaye (Rumb a Orient, 1944), Abbott i Costello (Little Giant, 1946).
També van ser importants en la seva carrera les pel·lícules The Women, dirigida per George Cukor el 1939, Bathing Beauty, dirigida per George Sidney el 1944 i protagonitzada per Esther Williams, i What A Way To Go!, el seu últim paper en el cinema, dirigida el 1964 per J. Llig Thompson i protagonitzada per Paul Newman, Shirley McLaine, Dean Martin, Robert Mitchum i Gene Kelly, en què interpretava el paper de la mare de Shirley McLaine.
Pocs dies abans de la seva mort, a causa d'un atac de cor, va fer la seva última aparició en el programa de televisió The Hollywood Place, al qual també va anar Groucho. Va ser l'última vegada que van aparèixer junts.
En les entrevistes que va concedir tant a la premsa com a la televisió, va conservar sempre l'aire de l'antic estil teatral, amb la seva acurada dicció i una veu potent que es podia projectar fins a l'última fila del teatre.
També era una bona cantant de melodies clàssiques, faceta que va aprofitar en alguna de les seves pel·lícules.
Va ser incinerada el 6 de març de 1965, i les seves cendres reposen a Los Angeles. Va morir a l'edat de 83 anys, malgrat que tothom creia que en tenia 76.

## Filmografia

### Amb els germans Marx
- The coconauts (1929) .... senyora Potter
- Animal Crackers (1930) .... senyora Rittenhouse
- Duck Soup (1933) .... senyora Gloria Teasdale
- Una nit a l'òpera (A Night at the Opera) (1935) .... senyora Claypool
- Un dia a les curses (A Day at the Races) (1937) .... senyora Emily Upjohn
- Una tarda al circ (At the Circus) (1939) .... senyora Dukesbury
- The Big Store (1941) .... senyora Martha Phelps

### Altres
- What a Way to Go! (1964) .... senyora Foster
- Zotz! (1962) .... Persephone Updike
- The Donna Reed Show .... senyora Westcott Trilling (1 episodi, 1959)
- Miss Lovelace Comes to Tea (1959). Episodi de televisió .... senyora Westcott Trilling
- Auntie Mame (1958) (sense acreditar) .... noble
- Shake, Rattle & Rock! (1956) .... Georgianna Fitzdingle
- Studio 57 .... senyora Sabine (1 episodi, 1956)
- Palm Springs Incident (1956). Episodi de televisió .... senyora Sabine
- The Stu Erwin Show (2 episodis, 1951-1954)
- The Big Business (1954). Episodi de televisió
- The Great Debate (1951) Episodi de televisió
- My Friend Irma (1952). Sèrie de televisió .... senyora Rhinelander (diversos episodis, 1952-1953)
- Stop, You're Killing Me (1952) .... senyora Whitelaw
- Three for Bedroom C (1952) .... senyora Agnes Hawthorne
- Susie Steps Out (1946) .... senyora Star
- Little Giant (1946) .... senyora Hendrickson
- Sunset in El Dorado (1945) .... tia Dolly / tia Arabella
- Diamond Horseshoe (1945) .... senyora Standish
- The Horn Blows at Midnight (1945) .... senyora Traviata / senyoreta Rodholderenyo
- Bathing Beauty (1944) .... senyora Allenwood
- Seven Days Ashore (1944) .... senyora Croxton-Lynch
- Rumb a Orient (Up in Arms) (1944) .... senyora Willoughby
- The Dancing Masters (1943) .... Louise Harlan
- Rhythm Parade (1942) .... Ophelia MacDougal
- Tales of Manhattan (1942) (sense acreditar) .... senyora Langahankie (en versió restaurada)
- About Face (1942) .... senyora Culpepper
- Sing Your Worries Away (1942) .... Flo Faulkner - Landlady
- Born to Sing (1942) .... senyora E. V. Lawson
- Never Give a Sucker an Even Break (1941) .... senyora Hemogloben
- For Beauty's Sake (1941) .... senyora Franklin Evans
- The Women (1939) (sense acreditar) .... senyora Wagstaff
- Dramatic School (1938) .... professora de pantomima
- Wise Girl (1937) .... senyora Bell-Rivington
- High Flyers (1937) .... Martha Arlington
- Youth on Parole (1937) .... senyora Abernathy (landlady)
- The Life of the Party (1937) .... senyora Penner
- Song and Dance Man (1936) .... senyora Whitney
- Anything Goes (1936) .... senyora Wentworth
- Rendez-vous (1935) (sense acreditar) .... senyora Hendricks
- Orchids to You (1935) (sense acreditar) .... senyora Belknap
- Reckless (1935) (sense acreditar) .... dona
- Gypsy Sweetheart (1935) .... senyora Van Updyke
- After Office Hours (1935) (sense acreditar) .... senyora Murchison
- Gridiron Flash (1934) .... senyora Fields
- Fifteen Wives (1934) .... Sybilla Crum
- We're Rich Again (1934) (sense acreditar) .... convidada al casament
- La fortuna de Kentucky (Kentucky Kernels) (1934) .... senyora Baxter
- Here, Prince (1932)
- Girl Crazy (1932) (sense acreditar) .... dona estrangulada per Jimmy Deagan
- Union Depot (1932) (sense acreditar) .... dona enfadada
- The Girl Habit (1931) .... Blanche Ledyard
- Humorous Flights (1929) (sense acreditar) .... Dowager
- Enemies of Women (1923) (sense acreditar) .... bellesa francesa
- A Tale of Two Cities (1917) (sense acreditar) .... aristòcrata